# (207) Hedda
(207) Hedda ist ein Asteroid des inneren Hauptgürtels, der am 17. Oktober 1879 vom österreichischen Astronomen Johann Palisa an der Marine-Sternwarte Pola in Istrien entdeckt wurde.
Der Asteroid wurde benannt zu Ehren von Hedwig Winnecke, der Frau von Friedrich August Theodor Winnecke, dem Direktor des Observatoire de Strasbourg. Hedwig Luise, geborene Dell (1846–1919), war eine Nichte von Otto Wilhelm von Struve. Die Benennung erfolgte während der Versammlung der Astronomischen Gesellschaft in Straßburg im September 1881. Die nordische Form „Hedda“ wurde von Hugo Gyldén vorgeschlagen.

## Wissenschaftliche Auswertung
Aus Ergebnissen der IRAS Minor Planet Survey (IMPS) wurden 1992 erstmals Angaben zu Durchmesser und Albedo für zahlreiche Asteroiden abgeleitet, darunter auch (207) Hedda, für die damals Werte von 58,7 km bzw. 0,06 erhalten wurden. Mit dem Satelliten Midcourse Space Experiment (MSX) wurden dann 1996 bis 1997 im Rahmen der Infrared Minor Planet Survey (MIMPS) neue Daten erhalten, aus denen 65,2 km bzw. 0,04 bestimmt wurden. Eine Auswertung von Beobachtungen durch das Projekt NEOWISE im nahen Infrarot führte 2011 zu vorläufigen Werten für den Durchmesser und die Albedo im sichtbaren Bereich von 61,3 km bzw. 0,03. Nachdem die Werte nach neuen Messungen 2012 auf 66,3 km bzw. 0,03 korrigiert worden waren, wurden sie 2014 auf 57,9 km bzw. 0,06 geändert. Nach der Reaktivierung von NEOWISE im Jahr 2013 und Registrierung neuer Daten wurden die Werte 2015 zunächst mit 55,7 km bzw. 0,04 angegeben und dann 2016 erneut korrigiert zu 73,1 km bzw. 0,03, diese Angaben beinhalten aber alle hohe Unsicherheiten.
Eine spektroskopische Untersuchung von 820 Asteroiden zwischen November 1996 und September 2001 am La-Silla-Observatorium in Chile ergab für (207) Hedda eine taxonomische Klassifizierung als Caa- bzw. Ch-Typ.
Photometrische Beobachtungen vom 7. April bis 26. Mai 2009 am Organ Mesa Observatory in New Mexico ergaben eine Lichtkurve, aus der eine Rotationsperiode von 30,098 h abgeleitet wurde. Aus photometrischen Daten des Asteroid Terrestrial-impact Last Alert System (ATLAS) konnten in einer Untersuchung von 2015 zwei alternative Lösungen für die Position der Rotationsachse für eine retrograde Rotation und Gestaltmodelle abgeleitet werden. Die Rotationsperiode wurde zu 30,1050 h bestimmt. Aus den Daten von ATLAS wurde in einer Untersuchung von 2022 mit der Methode der konvexen Inversion noch einmal eine Rotationsperiode von 30,106 h berechnet.